# Claudia Mahnke
Claudia Mahnke  (* 1968 in Crimmitschau) ist eine deutsche Opernsängerin (Mezzosopran).

## Leben
Claudia Mahnke stammt aus Meerane, ihre Mutter war Kindergärtnerin und ihr Vater Lehrausbilder für Schweißer. Bereits während der Schulzeit hatte sie Gesangsunterricht und begann nach dem Abitur ein Studium an der Hochschule für Musik Carl Maria von Weber in Dresden. 1991 gab sie während ihres Studiums ihr Debüt als Opernsängerin. Anschließend hatte sie 1992–1995 ein Engagement an den Städtischen Theatern Chemnitz, wo sie anfangs kleinere Mezzosopran-Partien (u. a. Zweite Dame in Die Zauberflöte, Chava in Anatevka) sang. 1994 war Claudia Mahnke Preisträgerin des Bundeswettbewerbs Gesang Berlin in der Kategorie „Oper/Operette/Konzert“. Ab 1996 war sie festes Ensemblemitglied der Staatsoper Stuttgart, zu den Höhepunkten gehörte die Titelrolle in Karl Amadeus Hartmanns Oper Simplicius Simplicissimus, die ihr mehrere Nominierungen zur „Sängerin des Jahres“ in der Fachzeitschrift Opernwelt einbrachte. Während dieser Zeit wurde ihr Sohn geboren. Im August 2006 verlieh die Staatsoper Stuttgart ihr den Titel einer Kammersängerin. Im Herbst 2006 wechselte sie in das Ensemble der Oper Frankfurt. Neben ihren festen Engagements absolvierte Claudia Mahnke weltweite Gastspiele, darunter an der Komischen Oper Berlin, an der San Francisco Opera, an der Opéra National de Lyon oder mit dem Ensemble der Deutschen Oper Berlin in Seoul. Im Sommer 2013 debütierte sie bei den Bayreuther Festspielen als Fricka (Das Rheingold, Die Walküre), Waltraute (Die Walküre), Waltraute (Götterdämmerung) und 2. Norn (Götterdämmerung).
Am 1. August 2019 gab Mahnke im Rahmen der Sommerkonzertreihe BBC Proms gemeinsam mit Stuart Skelton ein Gastspiel in der Royal Albert Hall in London mit Mahlers Liederzyklus Das Lied von der Erde. Die Oper Frankfurt ernannte Claudia Mahnke Anfang Juli 2021 zur „Frankfurter Kammersängerin“.
Claudia Mahnke lebt in Frankfurt am Main.